# Енгелберт фон дер Лайен
Енгелберт фон дер Лайен (на немски: Engelbert von der Leyen; † сл. 1284) е благородник от род фон дер Лайен.
Той е син на Дитрих дьо Гунтреве († 1253) и съпругата му Лифмудис фон Коберн († сл. 1261). Внук е на Вернер дьо Гунтреве († сл. 1220) и правнук на Енгелбертус дьо Гунтреве († сл. 1160). Брат е на Арнолд фон дер Лайен, господар на Хезигхин († сл. 1252).
Родът фон дер Лайен резидира в замък Бург Лайен в Гондорф на Мозел. Те първо са служители или министериали на архиепископа на Трир.

## Фамилия
Енгелберт фон дер Лайен се жени за дьо Палацио, дъщеря на Андреас дьо Палацио и София. Те имат два сина:
- Вернер фон дер Лайен, господар на Гондорф († сл. 1306), женен за фон Арас († сл. 1272), дъщеря на Карсилиус фон Арас; имат син
- Петер I дьо Гунтреве († сл. 1307); има син